# Bulldog (videogioco)
Bulldog è un videogioco sparatutto fantascientifico sviluppato dalla Macsen Software e pubblicato dalla Gremlin Graphics nel 1987 per Commodore 64.